# الإجازة الزائفة
الإجازة الزائفة هو مصطلح تم صياغته لأول مرة في عام 2013 بواسطة الدكتور إيان هيسكيث، باحث في جامعة مانشستر، لوصف ظاهرة استخدام الموظفين للوقت المرن، والإجازات السنوية، وأيام الراحة، وغيرها من أنظمة الإجازات للتغيب عن العمل عندما يكونون غير قادرين على الذهاب إلى العمل بسبب المرض. وقد وسع هيسكيث هذا المصطلح ليشمل الحالات التي يقوم فيها الموظفون بأخذ العمل معهم إلى المنزل أو في العطلات لإكمال المهام التي لم يتمكنوا من إنجازها خلال ساعات العمل المدفوعة. كانت أبحاث هيسكيث، التي تركزت على الرفاهية في خدمة الشرطة في المملكة المتحدة، تهدف إلى تحديد فجوة في التفكير الحالي حول الغياب والحضور المفرط؛ حيث يوجد الكثير من الدراسات الأكاديمية والتعليقات حول هذين الموضوعين. الهدف من دراساته هو تسليط الضوء على أن مدى غياب المرض قد يكون مخفيًا بسبب ممارسة الإجازة الزائفة ، وأن هناك فئة غير ظاهرة تعاني من عبء العمل الكبير.

## التعاريف
الإجازة الزائفة هي ممارسة تتمثل في:
1. استخدام الموظفين للوقت المخصص للإجازات مثل الإجازات السنوية، والساعات المرنة، وأيام الراحة المعادة، وما إلى ذلك، لأخذ إجازة عندما يكونون في الحقيقة غير بصحة جيدة.
2. استخدام الموظفين لهذه الإجازات لرعاية المعالين، بما في ذلك الأطفال و/أو الأقارب المسنين.
3. أخذ الموظفين للعمل إلى المنزل والذي لا يمكن إنجازه خلال ساعات العمل العادية.
4. عمل الموظفين أثناء عدم تواجدهم في العمل، سواء خلال الإجازة أو العطلة، لتعويض المتأخرات.

## أبحاث إضافية
في ورقة لاحقة، استكشف هيسكيث وزملاؤه العلاقة بين الإجازة الزائفة وجوانب التوازن بين العمل والحياة، والتي أشار إليها بالدمج، ومدى انتشار هذه الممارسة بين كبار ضباط الشرطة. حاليًا، يبحث هيسكيث وكوبر في الجانب الثاني من الإجازة الزائفة، المرتبط باستخدام الإجازات مثل الإجازات السنوية والساعات المرنة وغيرها من تخصيصات أيام الراحة لرعاية المعالين، بما في ذلك الأطفال والأقارب المسنين؛ الجيل الذي يُطلق عليه "الجيل الساندويتش". لقد أبرزت جائحة COVID-19 العالمية هذا الجانب حيث أغلقت المدارس في جميع أنحاء العالم في محاولات للحد من انتشار الفيروس. مرة أخرى، تترتب على ذلك عواقب تتمثل في تعرض الموظفين لزيادة عبء العمل، مما قد يكون له آثار صحية كبيرة على الأفراد على المدى الطويل. كما يمكن أن يؤثر ذلك على نتائج العمل، مثل فقدان الإنتاجية و/أو انخفاض الأداء والكفاءة. تناقش هذه الدراسة أيضًا الآثار على المرونة، والانخراط، والجهد الاختياري، كما تم مناقشته بعمق في كتاب هيسكيث وكوبر "إدارة الصحة والرفاهية في القطاع العام". استكشفت دراسات أخرى الآثار على أنشطة الموارد البشرية والإدارة الأخرى. خلال الجائحة، جمع هيسكيث وكوبر تأملات من العديد من المنظمات المختلفة حول ما كان له تأثير وما تعلموه من ما وُصف بأنه أكبر تجربة قسرية للقوى العاملة في التاريخ (عمليات الإغلاق). وقد تم تسجيل هذه التأملات في كتابهم "إدارة صحة ورفاهية مكان العمل خلال الأزمات".

## مدى وتأثيرات
لدعم ذلك، أشارت الأبحاث التي أجراها جيريش (عينة = 930) إلى أن الخوف من فقدان الوظيفة أو الترقية وانخفاض الرضا الوظيفي المُدرك قد يزيد من احتمالية العنصر الأول من الإجازة الزائفة.
في استبيان الرفاهية الذي أجرته CIPD في عام 2021، أفاد الغالبية العظمى من المستجيبين (84%) أنهم لاحظوا "الحضور المفرط" أثناء وجودهم جسديًا في مكان العمل (75%) وأثناء العمل من المنزل (77%) على مدار الأشهر الـ12 الماضية. علاوة على ذلك، لاحظ سبعة من كل عشرة (70%) نوعًا من "الإجازة الزائفة"، مثل العمل خارج ساعات العقد أو العمل خلال أوقات العطلات المخصصة، خلال نفس الفترة. على الرغم من أنه تم الإبلاغ عن أن المزيد من المنظمات تتخذ خطوات لمعالجة كل من "الحضور المفرط" و"الإجازة الزائفة" مقارنة بالعام السابق، لم يتخذ أكثر من خُمس الذين يعانون من هذه المشكلات أي إجراء (43% لمن يعانون من الحضور المفرط؛ 47% في حالة الإجازة الزائفة).
كما تم الإشارة إلى الإجازة الزائفة في منشور لبي بي سي في يوليو 2019.
الإجازة الزائفة في قوى الشرطة
أظهرت نتائج مسح وطني أُجري في المملكة المتحدة عام 2016 (عينة = 16,841) لصالح اتحاد الشرطة في إنجلترا وويلز أن 59% من المستجيبين قد استخدموا الإجازات السنوية أو الوقت المرن أو أيام الراحة للابتعاد عن مكان العمل بسبب حالتهم الصحية البدنية، وأن 42% قد فعلوا الشيء نفسه بسبب حالات الصحة النفسية. علاوة على ذلك، أشار نفس المسح إلى أن 50% من المستجيبين أفادوا بأنهم أخذوا العمل إلى المنزل الذي لم يمكن إنجازه خلال ساعات العمل العادية، و40% عملوا أثناء إجازاتهم أو عطلاتهم السنوية لتعويض العمل المتأخر.
خلال زيارة دراسية في الولايات المتحدة عام 2017، أشار هيسكيث إلى أن ضباط الشرطة في الولايات المتحدة أيضًا استخدموا إجازاتهم لتغطية المرض. في بعض الحالات، استخدم الضباط وقت عطلتهم لتجنب الشكاوى أو الانتقادات بسبب أداء مهام إضافية أو عمل خارج إدارتهم الشرطية. وقد دفعت ثقافة ساعات العمل الطويلة والرواتب المرتفعة نسبيًا الضباط إلى استخدام إجازاتهم الخاصة إذا كانوا يعانون من مشاكل صحية، لمتابعة عمل إضافي مدفوع لا يتطلب جهداً عاطفياً أو بدنياً كبيراً.
عوامل الخطر
أفادت CIPD وSimply Health (الصحة البسيطة)، بعد إجراء بحث مع أكثر من 1,000 متخصص في الموارد البشرية يمثلون 4.6 مليون موظف في المملكة المتحدة، أن 69% من المستجيبين قد لاحظوا الإجازة الزائفة خلال الـ12 شهرًا الماضية، ووافق 87% من المستجيبين على أن التكنولوجيا تؤثر على قدرة الموظفين على "التوقف" خارج ساعات العمل (العنصر 4 من الإجازة الزائفة)، مشيرين إلى أن الوصول العام الأوسع للهواتف المحمولة الشخصية وأجهزة الكمبيوتر يمكّن الناس من تلقي المكالمات والرد على الرسائل الإلكترونية خارج ساعات العمل.
أفاد تقرير عام 2020 من ديلويت بتفاصيل "غوص عميق" في الإجازة الزائفة. وقد نمذجت الدراسة العديد من الدراسات التي أُجريت على مدار السنوات الأخيرة وأبرزت أهمية هذه الظاهرة في فهم استجابات الموظفين في مكان العمل للتوتر والمرض. استنتج التقرير أن الموظفين الأصغر سنًا كانوا أكثر عرضة للإجازة الزائفة، وبالتالي، كانوا بحاجة إلى دعم أكبر. كما قدم التقرير توصيات حول ما يمكن أن تفعله المنظمات بشكل عملي لتقليل المخاطر المرتبطة بسلوكيات الإجازة الزائفة، مثل وضع حدود واضحة بين العمل والوقت الشخصي، وتمكين تغييرات ثقافية مدفوعة بالسياسات، وتشجيع الناس على أخذ تخصيصاتهم من الإجازات السنوية للاسترخاء والتوقف عن العمل.
كوفيد-19
شهد مارس 2020 تغييرًا واضحًا في سلوكيات الإجازة الزائفة، حيث كان تأثير COVID-19 شديدًا. توقف الموظفون الذين كانوا في حالة عزل أو حماية إلى حد كبير عن استخدام الوقت المخصص للإجازات عندما كانوا مرضى، وهو العنصر 1 من هذه الممارسة. وعلى النقيض من ذلك، يبدو أن هناك زيادة هائلة في نسخ من العنصرين 3 و4، حيث يعمل الموظفون لساعات طويلة للغاية عبر مكالمات Zoom وTeams وFaceTime وSkype دون فترات راحة. وقد شهد الكثيرون زيادة كبيرة في أعباء عملهم. أشار المنتدى الوطني للصحة والرفاهية إلى ميل الموظفين لعقد اجتماعات عبر الإنترنت متتالية دون فترات راحة لساعات طويلة جدًا طوال يوم العمل وما بعده. ويؤثر ذلك سلبًا على ممارسة الرياضة والحياة الصحية بشكل عام. كما شهدوا موظفين يعملون من السرير عندما كانوا مرضى. عكس هيسكيث وكوبر هذه الظواهر، وغيرها، بعد COVID-19 في الطبعة الثانية من "الرفاهية في العمل". الآن تراقب المنظمات في جميع أنحاء العالم هذه السلوكيات وتقيس تأثيرها على القوة العاملة والأداء والإنتاجية. الهدف العام هو، بالطبع، الانخراط والحفاظ على قوة عاملة صحية تستمد المعنى والهدف من حياتها.

## أنظر أيضًا
إجازة مرضية